# 魏旋君
魏旋君（1963年8月—），女，汉族，江西南昌人，中华人民共和国政治人物。中国共产党党员。华东政法学院（现华东政法大学）法律系法律专业毕业，华中科技大学管理学院管理科学与工程专业在职研究生，工商管理硕士，管理学博士，北京交通大学应用经济学博士后。

## 生平
历任江西省司法厅直属机关工会主席、机关党委专职副书记兼纪委书记、副厅长，江西省人民检察院副检察长，中共江西省委副秘书长、省委（省政府）信访局局长，中共新余市委副书记、代市长、市长等职。
2011年12月调任湖南，任中共永州市委副书记、代市长。2012年1月正式当选市长。2013年3月，任中共益阳市委书记。2015年6月，任中共湖南省委副秘书长、省编办主任。2018年12月，任湖南省人民政府驻上海办事处主任。2021年3月，調任湖南省人民政府驻北京办事处主任。